# Eudendrium ritchei
Eudendrium ritchei är en nässeldjursart som beskrevs av Wilfrid Arthur Millard 1975. Eudendrium ritchei ingår i släktet Eudendrium och familjen Eudendriidae. Inga underarter finns listade i Catalogue of Life.